# Thrakattak
Thrakattak è un album dal vivo del gruppo musicale britannico King Crimson, pubblicato nel 1996.
Le sue tracce sono state registrate in numerose date del tour mondiale seguito alla pubblicazione dell'album Thrak e caratterizzato dalla formazione denominata double trio (con due chitarristi, due bassisti/stickisti, due batteristi),

## Descrizione
Fonte sonora di tutto il disco sono le diverse esecuzioni in concerto del brano Thrak, la cui sezione centrale è improvvisata e quindi sempre differente ogni sera, e caratterizzata dall'assoluta a-tonalità ed assenza di struttura, con ampio uso di suoni distorti.
Ciascuna traccia del CD si compone a sua volta di spezzoni tratti da concerti diversi ed assemblati poi insieme in fase di post-produzione; tale processo di editing è condotto con precisione tale da rendere assolutamente indistinguibili le singole parti che compongono il risultato finale. L'intero CD, infine, è privo di pause fra una traccia e l'altra, a dare l'illusione di un'unica improvvisazione lunga circa un'ora, introdotta e conclusa dall'unico momento musicale predeterminato del brano originale (la poliritmia 7 su 5 ripartita fra le due metà del "doppio trio"). L'intento di creare "artificialmente" una Thrak immaginaria che duri un concerto intero è espressamente confermata dalle note del CD, curate da Robert Fripp e dall'ingegnere del suono David Singleton.

## Tracce
1. "Thrak" – 2:20
Registrato a:
[venue?], [city?], [country?], [date/month?] 1995
Longacre Theatre, New York, USA, 21 novembre 1995
2. "Fearless and Highly Thrakked" – 6:35
Registrato a:
Longacre Theatre, New York, USA, 20 novembre 1995
Longacre Theatre, New York, USA, 21 novembre 1995
3. "Mother Hold the Candle Steady While I Shave the Chicken's Lip" – 11:18
Registrato a:
Nagoya Shimin Kaikan, Nagoya, Giappone, 8 ottobre 1995
Hitomi Memorial Hall, Tokyo, Giappone, 10 ottobre 1995
Omiya Sonic Hall, Saitama, Giappone, 12 ottobre 1995
4. "Thrakattak (Part I)" – 3:42
Registrato a:
Koseinenkin Kaikan Hall, Tokyo, Giappone, 2 ottobre 1995
Koseinenkin Kaikan Hall, Tokyo, Giappone, 3 ottobre 1995
Festival Hall, Osaka, Giappone, 9 ottobre 1995
5. "The Slaughter of the Innocents" – 8:03
Registrato a:
[venue?], [city?], [country?], [date/month?] 1995
Koseinenkin Kaikan Hall, Tokyo, Giappone, 14 ottobre 1995
Paramount Theatre, Springfield, USA, 17 novembre 1995
Mahaffey Theatre, Orlando, USA, 8 novembre 1995
Roxy Theatre, Georgia, USA, 11 novembre 1995
6. "This Night Wounds Time" – 11:16
Registrato a:
[venue?], [city?], [country?], [date/month?] 1995
Tupperware Centre, St. Petersburg, USA, 9 novembre 1995
Longacre Theatre, New York, USA, 22 novembre 1995
Longacre Theatre, New York, USA, 24 novembre 1995
Longacre Theatre, New York, USA, 25 novembre 1995
7. "Thrakattak (Part II)" – 11:08
Registrato a:
[venue?], [city?], [country?], [date/month?] 1995
Auditorium Theatre, Rochester, USA, 16 novembre 1995
Longacre Theatre, New York, USA, 22 novembre 1995
Longacre Theatre, New York, USA, 25 novembre 1995
8. "Thrak (Reprise)" – 2:52
Registrato a:
Nakano Sun Plaza, Tokyo, Giappone, 5 ottobre 1995
Longacre Theatre, New York, USA, 20 novembre 1995

## Formazione
- Robert Fripp - chitarra, mellotron
- Adrian Belew - chitarra
- Tony Levin - basso, stick, contrabbasso elettrico
- Trey Gunn - chitarra Warr
- Bill Bruford - batteria, percussioni
- Pat Mastelotto - batteria, percussioni